# Thyridanthrax nugator
Thyridanthrax nugator är en tvåvingeart som först beskrevs av Daniel William Coquillett 1887.  Thyridanthrax nugator ingår i släktet Thyridanthrax och familjen svävflugor. Inga underarter finns listade i Catalogue of Life.